# Sao chổi lớn

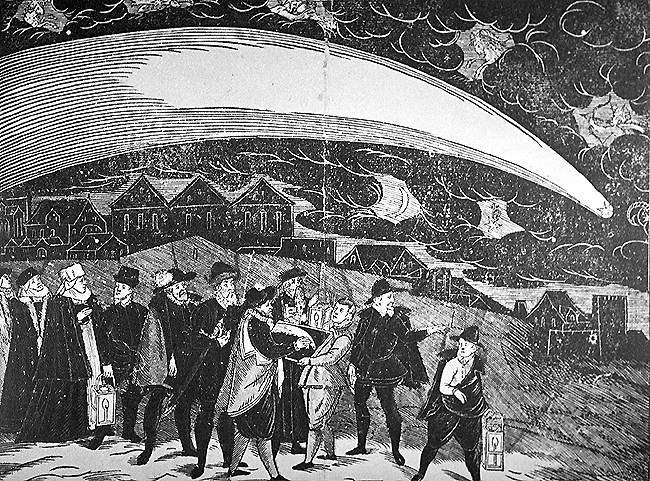
Sao chổi lớn năm 1577, tranh gỗ, trên bầu trời Praha

Một sao chổi lớn là một sao chổi mà trở nên rất sáng. Không có định nghĩa chính thức; thường thuật ngữ này gắn với các sao chổi như Sao chổi Halley, mà đủ sáng để các nhà quan sát bình thường cũng nhận thấy dù không tìm kiếm chúng, và trở nên nổi tiếng bên ngoài cộng đồng thiên văn. Sao chổi lớn khá hiếm; trung bình, chỉ một sao chổi lớn xuất hiện trong một thập niên. Mặc dù sao chổi được đặt tên chính thức sau khi phát hiện ra nó, các sao chổi lớn đôi khi cũng được nhắc đến trong năm mà chúng xuất hiện, sử dụng công thức "Sao chổi lớn của...", tiếp theo là năm.

## Nguyên nhân

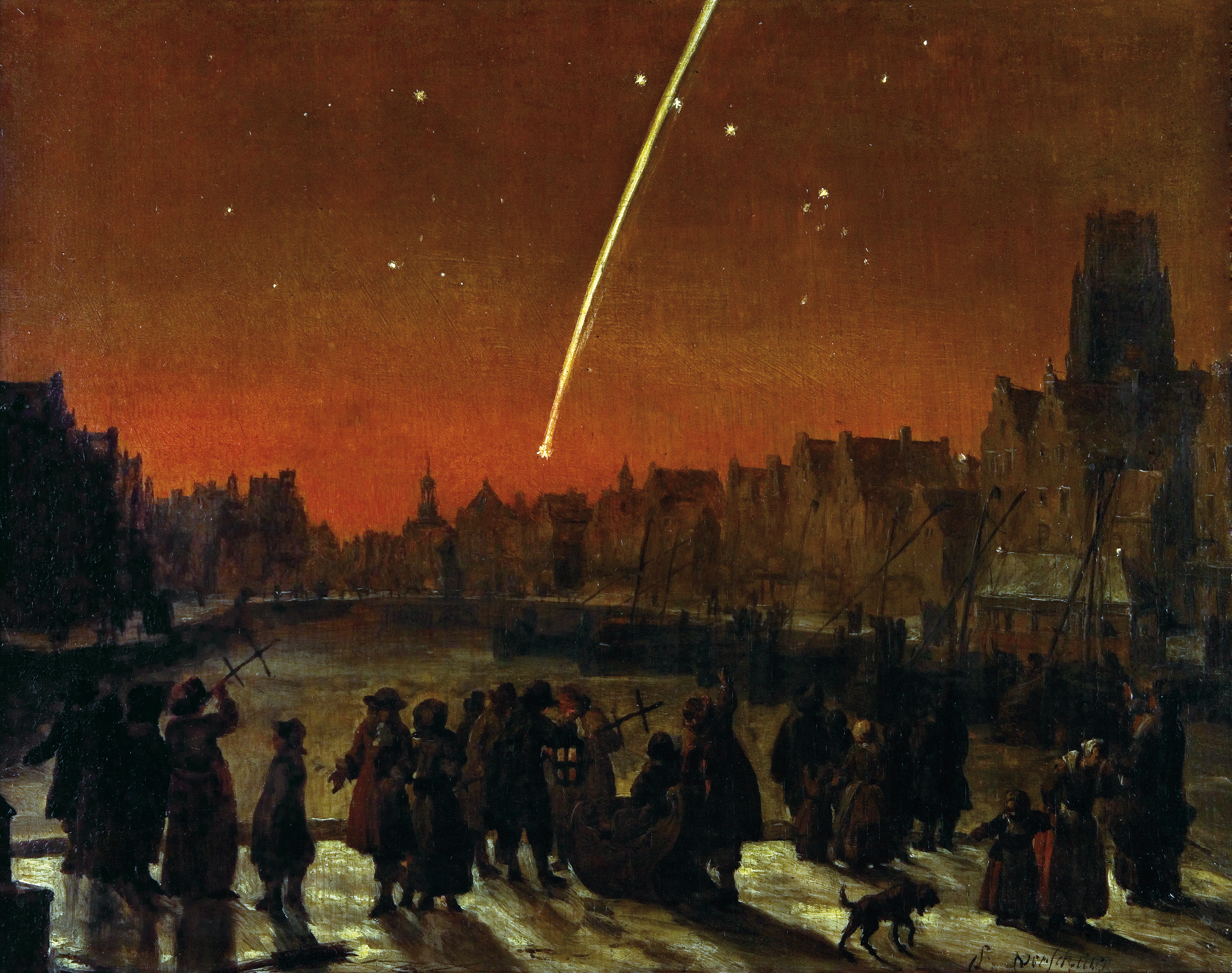
Sao chổi lớn năm 1680 xuất hiện trên bầu trời Rotterdam, tranh vẽ của Lieve Verschuier

Phần lớn các sao chổi không bao giờ đủ sáng để được nhìn thấy bằng mắt thường, và thường đi qua bên trong hệ Mặt Trời mà không ai biết trừ các nhà thiên văn học. Tuy nhiên, thỉnh thoảng một sao chổi có thể đủ sáng để nhìn thấy bằng mắt thường, và thậm chí hiếm hơn nữa khi nó trở nên sáng chói hơn cả các ngôi sao sáng nhất. Các yêu cầu cho điều này xảy ra là: sao chổi có một hạt nhân lớn và còn hoạt động, khoảng cách tiếp cận gần với Mặt Trời, và đường đi gần với Trái Đất. Một sao chổi đạt cả ba tiêu chí này sẽ chắc chắn là rất ngoạn mục. Đôi khi, một sao chổi không đạt một tiêu chí vẫn rất ấn tượng. Ví dụ, sao chổi Hale–Bopp có một hạt nhân cực kỳ lớn và hoạt động mạnh, nhưng không tiếp cận gần Mặt Trời, nhưng nó vẫn trở thành sao chổi cực kỳ nổi tiếng và được quan sát cặn kẽ. Tương tự, sao chổi Hyakutake là một sao chổi khá nhỏ, nhưng nó xuất hiện rất sáng trên bầu trời vì nó đi qua rất gần Trái Đất.

### Kích cỡ và độ hoạt động của hạt nhân
Hạt nhân sao chổi có kích thước khác nhau từ vài trăm mét đến nhiều kilômét. Khi chúng tiếp cận mặt trời, một lượng lớn khí và bụi được hạt nhân sao chổi đẩy ra ngoài, do sự nung nóng của mặt trời. Một yếu tố quyết định đến độ sáng của sao chổi là độ lớn và mức độ hoạt động của hạt nhân của nó. Sau nhiều lần quay trở lại bên trong Hệ Mặt Trời, các sao chổi sẽ trở nên cạn kiệt các vật liệu dễ bay hơi và do đó ít sáng hơn sao chổi lần đầu tiên đi qua Hệ mặt trời.
Sự sáng chói đột ngột của sao chổi 17P/Holmes năm 2007 cho thấy tầm quan trọng của hoạt động của hạt nhân đối với độ sáng của sao chổi. Vào ngày 23-24 tháng 10 năm 2007, sao chổi này đột ngột bùng nổ, làm cho nó sáng lên gấp 500 nghìn lần. Nó bất ngờ sáng lên từ một cấp sao biểu kiến khoảng 17 tới độ sáng cấp 2.8 trong một khoảng thời gian ngắn chỉ 42 giờ, làm cho nó có thể nhìn thấy được bằng mắt thường. Tất cả các hoạt động này đã tạm thời khiến 17P thành vật thể sáng lớn nhất (theo bán kính) trong Hệ Mặt trời mặc dù hạt nhân của nó được ước tính chỉ có đường kính khoảng 3,4 km.

### Đi gần Mặt Trời
Độ sáng của một vật phản xạ đơn giản tỷ lệ nghịch với bình phương khoảng cách của nó tới Mặt Trời. Tức là, nếu khoảng cách của đối tượng đến Mặt Trời giảm đi một nửa, độ sáng của nó sẽ tăng gấp 4 lần. Tuy nhiên, quy luật về độ sáng sao chổi khác đi, do chúng thải ra một lượng lớn khí dễ bay hơi mà sau đó cũng phản xạ ánh sáng mặt trời và cũng có thể phát sáng. Độ sáng của chúng gần như tỷ lệ nghịch với lập phương khoảng cách của chúng tới mặt trời, có nghĩa là nếu khoảng cách của sao chổi tới Mặt trời giảm đi một nửa, nó sẽ trở nên sáng hơn gấp tám lần.
Điều này có nghĩa là độ sáng đỉnh của sao chổi phụ thuộc đáng kể vào khoảng cách tới Mặt trời. Đối với hầu hết các sao chổi, khoảng cách cận nhật của quỹ đạo nằm ngoài quỹ đạo Trái Đất. Bất kỳ sao chổi nào tiếp cận Mặt Trời đến trong vòng 0,5 AU hoặc ít hơn có thể có cơ hội trở thành một sao chổi lớn.

### Đi gần Trái Đất

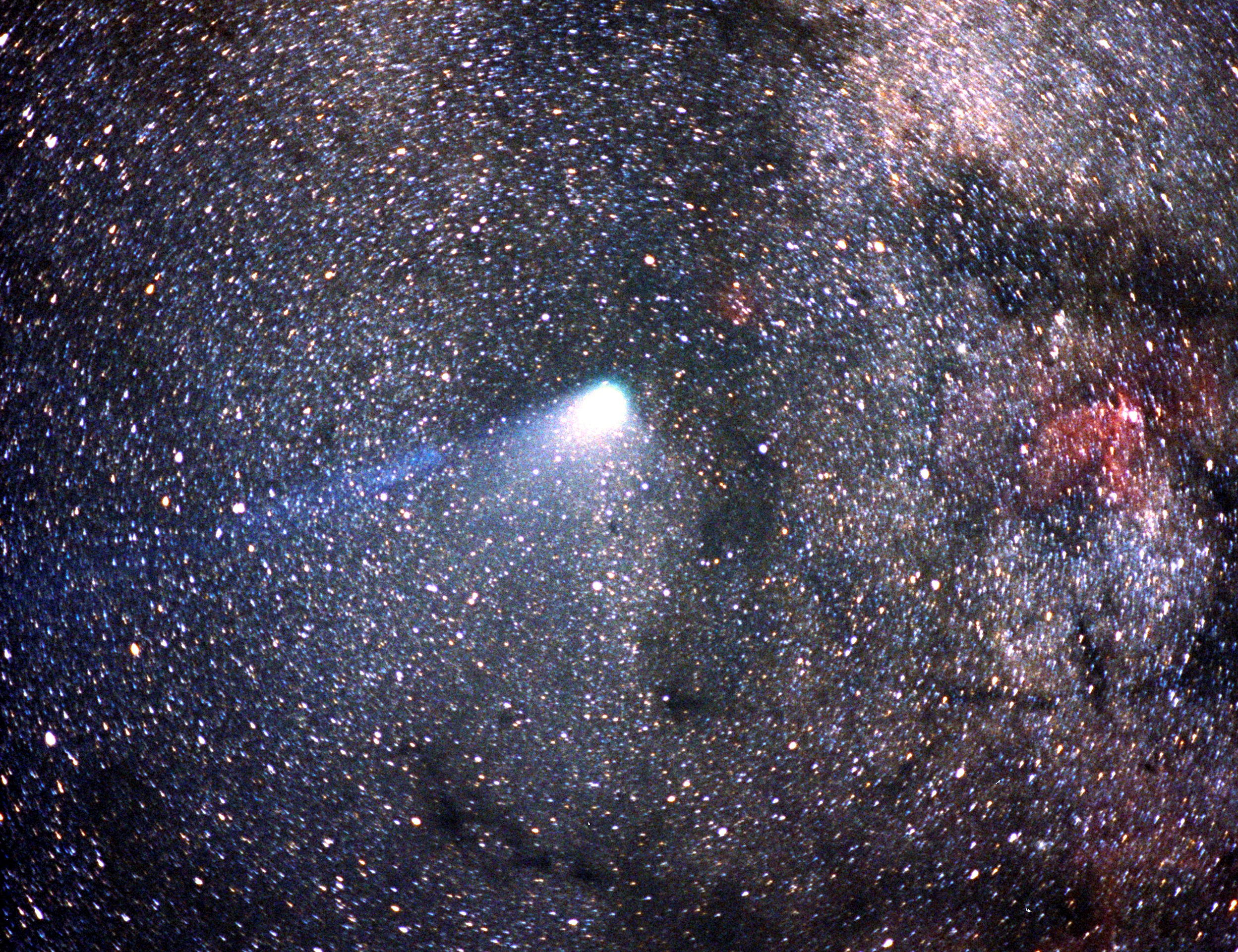
Sao chổi Halley trong lần trở lại năm 1986 có độ sáng thấp bất thường.

Đối với một sao chổi trở nên nổi bật, nó cũng cần phải đi sát qua Trái Đất. Sao chổi Halley, thường rất sáng khi đi vào khu trong của Hệ Mặt trời mỗi 76 năm, nhưng trong lần xuất hiện năm 1986, khoảng cách tiếp cận gần nhất của nó với Trái Đất gần như là xa nhất có thể. Sao chổi này tuy có thể nhìn thấy bằng mắt thường, nhưng không rõ nét. Mặt khác, sao chổi Hyakutake (C/1996 B2) rất nhỏ và mờ nhạt, khi xuất hiện lại rất sáng và nổi bật do khoảng cách đến Trái Đất rất gần vào tháng 3 năm 1996. Lần đi qua Trái Đất của sao chổi này là một trong những lần tiếp cận Trái Đất gần nhất của sao chổi trong lịch sử.

## Danh sách các sao chổi lớn
Danh sách này không đầy đủ, bạn cũng có thể giúp mở rộng danh sách.
- Unnamed – 373–372 BC [1][2]
- Sao chổi Halley – 87 BC[2]
- Sao chổi Caesar – 44 BC[3]
- Sao chổi Halley – 12 BC[2]
- Sao chổi Halley – 1066
- X/1106 C1
- Sao chổi lớn năm 1264[4]
- Sao chổi lớn năm 1402
- Sao chổi lớn năm 1556[5]
- Sao chổi lớn năm 1577
- Sao chổi lớn năm 1618
- Sao chổi lớn năm 1680
- Sao chổi lớn năm 1744
- Sao chổi lớn năm 1811
- Sao chổi lớn năm 1819
- Sao chổi lớn năm 1843
- Sao chổi Donati – 1858
- Sao chổi lớn năm 1861
- Sao chổi Coggia – 1874
- Sao chổi lớn năm 1882
- Sao chổi lớn năm 1901
- Sao chổi lớn tháng 1 năm 1910
- Sao chổi Halley – 1910
- Sao chổi Skjellerup–Maristany – 1927
- Sao chổi Arend–Roland – 1957
- Comet Seki-Lines – 1962[6][cần dẫn nguồn]
- Comet Ikeya–Seki – 1965
- Sao chổi West – 1976[2]
- Sao chổi Halley – 1986
- Sao chổi Hyakutake – 1996
- Sao chổi Hale-Bopp – 1997
- C/2006 P1 – 2007
- Sao chổi Lovejoy – 2011